# Mersin
Mersin zvan i İƈel nekadašnja Mersina, grad u jugoistočnoj Turskoj, administrativni centar provincije Mersin u Sredozemnoj regiji. 
Sa svojih 537.842 stanovnika u užem centru (1.651.400 provincija Mersin) je deseti grad po veličini u Turskoj, i najveća luka jugoistočne Anadolije.
Prema podacima Turskog statističkog instituta - 2011. metropolitansko područje Mersina imalo je 859.680 stanovnika. Grad je bio domaćin Mediteranskih igara 2013.

## Povijest
Mersin je noviji grad izrastao u 19. stoljeću, koji leži na mjestu nepoznatog antičkog naselja. Ostaci rimskog lučkog grada Soli Pompeiopolis leže zapadno od središta grada. Iskapanja na lokalitetu zvanom Yümük Tepesi, 3 km sjeverno od središta, otkrila su naselje iz neolitika. To naselje bilo je utvrđeno već oko 3600. pr. Kr. i ponovno tijekom Starog hetitskog kraljevstva (oko 1750. – 1460. pr. Kr.) i Novog hetitskog kraljevstva (oko 1460. – 1200. pr. Kr.), ali je napušteno nakon osnivanja Pompeiopolisa.
Mersin je umjetna luka, izgrađena za izvoz poljoprivrednih proizvoda i ruda iz Kilikije i jugoistočne Anadolije. Lokacija za luku je izabrana zbog čiste vode, bez mulja i dobrih željezničkih i cestovnih veza s unutrašnjošću. Krak pruge koji povezuje Mersin s Adanom izgrađen je 1866., za potrebe izvoza pamuka.

## Znamenitosti
Najpoznatiji povijesni spomenik Mersina je memorijalni muzej Kemala Atatürka koji je desetak puta boravio u gradu, i koji je želio da Mersin izraste u veliku luku i poveže Tursku sa svijetom. Grad ima brojne kulturne institucije od kojih je najznačajnija državna Opera i balet, četvrta u Turskoj nakon onih u Istanbulu, İzmiru i Ankari.
Velika atrakcija grada je neboder Mersin Ticaret Merkezi (Trgovački centar Mersin) izgrađen 1987. koji je sa svoja 52 kata (176.8 m) sve do 2000. bio najviša građevina u Turskoj.

## Geografska obilježja
Mersin leži nekih 30 km duž obala Sredozemnog mora na krajnjem zapadnom kraju kilikijske ravnice, 65 km jugozapadno od Adane.

### Klimatska obilježja
Mersin ima sredozemnu klimu po Köppenovoj klasifikaciji klime, s vrućim ljetima i blagim kišnim zimama. Prosječna količina oborina za Mersin iznosi 661,2 mm godišnje. 
| Klimatološki srednjaci za Mersin | Klimatološki srednjaci za Mersin | Klimatološki srednjaci za Mersin | Klimatološki srednjaci za Mersin | Klimatološki srednjaci za Mersin | Klimatološki srednjaci za Mersin | Klimatološki srednjaci za Mersin | Klimatološki srednjaci za Mersin | Klimatološki srednjaci za Mersin | Klimatološki srednjaci za Mersin | Klimatološki srednjaci za Mersin | Klimatološki srednjaci za Mersin | Klimatološki srednjaci za Mersin | Klimatološki srednjaci za Mersin |
| mjesec                           | sij                              | velj                             | ožu                              | tra                              | svi                              | lip                              | srp                              | kol                              | ruj                              | lis                              | stu                              | pro                              | godina                           |
| -------------------------------- | -------------------------------- | -------------------------------- | -------------------------------- | -------------------------------- | -------------------------------- | -------------------------------- | -------------------------------- | -------------------------------- | -------------------------------- | -------------------------------- | -------------------------------- | -------------------------------- | -------------------------------- |
| srednji maksimum, °C             | 14,9                             | 15,6                             | 18,3                             | 21,6                             | 24,8                             | 28,1                             | 30,7                             | 31,5                             | 30,0                             | 26,9                             | 21,4                             | 16,5                             | 23,36                            |
| srednji minimum, °C              | −9,6                             | 8,2                              | 9,7                              | 14,4                             | 17,2                             | 21,2                             | 24,4                             | 24,6                             | 21,5                             | 17,0                             | 11,8                             | 9,1                              | 15,73                            |
| oborine, mm                      | 108,1                            | 98,0                             | 61,9                             | 49,2                             | 22,7                             | 20,2                             | 21,9                             | 12,9                             | 12,6                             | 40,3                             | 80,6                             | 132,8                            | 661,2                            |
| Izvor:                           |                                  |                                  |                                  |                                  |                                  |                                  |                                  |                                  |                                  |                                  |                                  |                                  |                                  |

## Gospodarstvo
Mersin je prije svega velika luka koja se prostire na 785000 m², pored luke otvorena je 1986. prva bescarinska trgovačka zona u Turskoj u kojoj danas djeluju brojne svjetske kompanije. Mersin je i industrijski centar tog dijela Turske poznat po svojoj velikoj rafineriji.
Mersin je najveća turska trajektna luka iz koje plove trajekti do Turske Republike Sjeverni Cipar. 
Grad je dobro povezan cestama i željeznicom s Adanom, a preko nje i sa svim većim turskim gradovima.

## Obrazovanje
U gradu djeluje sveučilište osnovano 1992. na kojem studira 22000 studenata.

## Gradovi prijatelji
- Kushimoto
- Latakija
- Oberhausen
- West Palm Beach
- Valparaíso

## Vanjske poveznice
- Mersin na portalu Encyclopædia Britannica Online (engl.)
- Službene stranice grada